# Iso-Musta (sjö i Jyväskylä, Mellersta Finland)
Iso-Musta är en sjö i kommunen Jyväskylä i landskapet Mellersta Finland i Finland. Den är 9,7 meter djup. Arean är 36 hektar och strandlinjen är 4,81 kilometer lång. Sjön  ingår i Kymmene älvs huvudavrinningsområde.   Den ligger omkring 16 kilometer nordväst om Jyväskylä och omkring 240 kilometer norr om Helsingfors. 
Iso-Musta ligger nordväst om Vasarainen. 